# Kvintdecima (hudba)
Kvintdecima (z lat. quindecimus – patnáctý) je hudební interval skládající se ze dvou oktáv. V rovnoměrně temperovaném ladění obsahuje kvintdecima 24 půltónů. Intervaly větší než kvintdecima již svoje hudební názvosloví nemají.
Kvintdecimových skoků užil např. W. A. Mozart na začátku 1. věty Symfonie č. 35 D dur (Haffnerovy), K. 385: